# Cerkev sv. Petra in Pavla, Reichenau
Cerkev sv. Petra in Pavla je romanska bazilika z vzhodno stolpno fasado na otoku Reichenau v okrožju Niederzell. Cerkev je skupaj s samostanskim otokom od leta 2000 uvrščena na Unescov seznam svetovne dediščine.

## Zgodovina
Prvo cerkev sv. Petra na tem mestu je leta 799 zgradil veronski škof Egino, ki se je po odstopu umaknil v celo, kjer je leta 802 umrl. Leta 799 se je preselil v bogato opremljeno celo, ki jo je ustanovil z dovoljenjem opata Walda na zahodnem robu Reichenaua, kar se ne bi moglo zgoditi brez dolgoletnih priprav. Egina častijo kot blaženega in je pokopan v cerkvi, ki jo je ustanovil. V 12. stoletju je dobil svoj grob v koru današnje romanske kolegijske cerkve.
Njegova cerkev je bila dvorana s poglobljeno apsido, ki je morala biti izredno bogato okrašena, kar kažejo še danes ohranjeni ornamentalni reliefi v severni ladji. Da je bila poslikana tudi ta prva cerkvena stavba, dokazujejo ostanki (ne vidni) poslikane stenske dekoracije iz karolinškega obdobja. Po dveh požarih je bila temeljna stavba porušena okoli leta 1080, današnja stebrasta bazilika brez transepta je bila zgrajena na starih temeljih ob ohranitvi prvotnih dimenzij. Zadnja strešna dela na novi cerkvi segajo v leto 1134. V letih 1750/60 se je zgodila daljnosežna preobrazba notranjosti.

## Arhitektura in oprema
Približen vtis o romanski zunanjosti cerkve je mogoče dobiti le z vzhodnega pročelja z dvema stolpoma, ki sta bila zgrajena v 15. stoletju. Precej preveliko okno stene apside nadomešča romansko osrednje okno, ki je bilo verjetno okrašeno z vitraži. Na jugu je bila prej prizidana dodatna kapela in obzidano območje. Na zahodni strani cerkve je tudi odprta zidana ograda.
Poleg apsidne poslikave iz poznega 11. stoletja, ki je za današnje obiskovalce impresivna, je predhodnica današnje cerkve še posebej zgodovinsko poučna, saj njena ornamentalna in slikovita okrasitev razkriva langobardske vplive, ki so bili pomembni za kasnejšo slikarsko šolo Reichenau (Samostan Reichenau) iz druge polovice 9. stoletja. Glavne značilnosti stavbe iz 11. stoletja so stebričaste arkade s strogimi, ornamentalno okrašenimi kapiteli.
Notranjost cerkve sv. Petra in Pavla je bila okoli leta 1750/1760 v rokokoju preoblikovana: povečali so okna, raven lesen strop zamenjali z ravnim štukaturnim obokom in dodali galerijo orgel v zahodnem delu.
Skozi stranski vhod je dostopna majhna kapelica Engino, ki se uporablja za urne molitve benediktincev Cele sv. Benedikta.

### Orgle
Orgle segajo v leto 1783 in so delo Johanna Baptista Langa iz Überlingena. Imajo 11 registrov, razporejenih po manualu in pedalu. Inštrument je leta 2018 obnovil izdelovalec orgel Robert Wech, Buchloe in ponovno otvoril 13. januarja 2019.

### Zvonovi
Prisotnih je pet zvonov iz treh stoletij. Po zadnjih izkopavanjih lahko v Niederzellu domnevamo zvonolivarsko šolo iz 14. stoletja, iz katere izvirajo tudi trije obstoječi zvonovi.